# Александър Зданович
Александър Иванович Зданòвич (на руски: Александр Иванович Зданович) е руски офицер с полско потекло, генерал-лейтенант, сенатор, участник в Руско-турската война (1877 – 1878).

## Биография
Александър Зданович е роден на 1 март 1849 г. в град Вилнюс на Руската империя. Син е на ветеринарния лекар Иван Иванович. Произхожда от дворянски род с православно вероизповедание. Ориентира се към военната кариера. Завършва Николаевското каварлерийско училище и постъпва в Лейбгвардейски Драгунски полк.Прапоршчик (12.07.1868), поручик (30.08.1874), щабс-капитан (04.08.1876). Участник в Руско-турската война (1877 – 1878). Капитан (12.04.1881), подполковник (06.05.1882), Управител на Държавния конен завод (08.05.1882-22.11.1905). Полковник (24.04.1888 за отличие), генерал-майор (06.04.1903 за отличие). Управител на Държавното конезаводство (22.11.1905-04.12.1912). Генерал-лейтенант (06.12.1909 за отличие). Сенатор (от 04.12.1912). Участник в Бялото движение. Евакуиран на Принцовите острови (лятото на 1920). Емигрира в Югославия през 1923 г. Умира на 18 март 1936 г. във Франция.

## Ордени
- Свети Станислав III степен с мечове и лъкове (1878),
- Света Анна  III степен с мечове и лъкове(1878),
- Свети Станислав II степен с мечове (1878),
- Свети Станислав I степен (1906),
- Света Анна  I степен (1909),
- Свети Владимир II степен (1912)

## Семейство
- баща – Иван Илич Зданович,
- майка – Констанс Антоновна Баронеса фон Залца,
- съпруга – Елисавета Карловна Зданович,
- син – Евгений Александрович Зданович,
- дъщеря – Ада Александровна Корсак,
- дъщеря – Нина Александровна Зданович.[3]

## Паметник
В село Бяла река е издигнат паметник с паметна плоча на мястото на посрещането на руските освободителни войски начело с щабс-капитан Александър Зданович, командир на 1-ви ескадрон от Лейбгвардейски драгунски полк освободил селото в 8 часа вечерта на 5/18 януари 1878 г. 
Паметникът е обновен през 2021 г. по заветното желание на поетесата Ваня Петкова и със съдействието и по инициатива на нейната дъщеря - журналистката Оля Ал-Ахмед. Намира се на центъра в градинката пред читалището.

## Галерия
- Графика на посрещането на щабс капитан Зданович в Бяла река.
- Паметникът в Бяла река преди обновяването.
- Новият паметник в Бяла река.